# 23e cérémonie des Chicago Film Critics Association Awards
La 23e cérémonie des Chicago Film Critics Association Awards, décernés par la Chicago Film Critics Association, a eu lieu le 20 décembre 2010, et a récompensé les films réalisés dans l'année.

## Palmarès

### Meilleur film
- The Social Network
  - Black Swan
  - Inception
  - Le Discours d'un roi (The King's Speech)
  - Winter's Bone

### Meilleur réalisateur
- David Fincher pour The Social Network
  - Darren Aronofsky pour Black Swan
  - Debra Granik pour Winter's Bone
  - Tom Hooper pour Le Discours d'un roi (The King's Speech)
  - Christopher Nolan pour Inception

### Meilleur acteur
- Colin Firth pour le rôle du roi George VI dans Le Discours d'un roi (The King's Speech)
  - Jeff Bridges pour le rôle du Marshal Reuben J. Cogburn dans True Grit
  - Jesse Eisenberg pour le rôle de Mark Zuckerberg dans The Social Network
  - James Franco pour le rôle d'Aron Ralston dans 127 heures (127 Hours)
  - Ryan Gosling pour le rôle de Dean dans Blue Valentine

### Meilleure actrice
- Natalie Portman pour le rôle de Nina dans Black Swan
  - Annette Bening pour le rôle de Nic dans Tout va bien ! The Kids Are All Right (The Kids Are All Right)
  - Jennifer Lawrence pour le rôle de Ree Dolly dans Winter's Bone
  - Lesley Manville pour le rôle de Gerri dans Another Year
  - Michelle Williams pour le rôle de Cindy dans Blue Valentine

### Meilleur acteur dans un second rôle
- Christian Bale pour le rôle de Dickie Eklund dans Fighter (The Fighter)
  - Andrew Garfield pour le rôle d'Eduardo Saverin dans The Social Network
  - John Hawkes pour le rôle de Teardrop dans Winter's Bone
  - Mark Ruffalo pour le rôle de Paul dans Tout va bien, The Kids Are All Right (The Kids Are All Right)
  - Geoffrey Rush pour le rôle de Lionel Logue dans Le Discours d'un roi (The King's Speech)

### Meilleure actrice dans un second rôle
- Hailee Steinfeld pour le rôle de Mattie Ross dans True Grit
  - Amy Adams pour le rôle de Charlene Fleming dans Fighter (The Fighter)
  - Helena Bonham Carter pour le rôle d'Elizabeth Bowes-Lyon dans Le Discours d'un roi (The King's Speech)
  - Melissa Leo pour le rôle d'Alice dans Fighter (The Fighter)
  - Jacki Weaver pour le rôle de Janine "Smurf" Cody dans Animal Kingdom

### Acteur le plus prometteur
- Jennifer Lawrence pour le rôle de Ree Dolly dans Winter's Bone
  - Armie Hammer pour les rôles de Cameron et Tyler Winklevoss dans The Social Network
  - Katie Jarvis pour le rôle de Mia Williams dans Fish Tank
  - Tahar Rahim pour le rôle de Malik El Djebena dans Un prophète
  - Hailee Steinfeld pour le rôle de Mattie Ross dans True Grit

### Réalisateur le plus prometteur
- Derek Cianfrance pour Blue Valentine
  - Banksy pour Faites le mur ! (Exit Through the Gift Shop)
  - David Michôd pour Animal Kingdom
  - Aaron Schneider pour Le Grand Jour (Get Low)
  - John Wells pour The Company Men (The Help)

### Meilleur scénario original
- Inception – Christopher Nolan
  - Black Swan – Mark Heyman, Andres Heinz et John McLaughlin
  - We Are Four Lions (Four Lions) – Chris Morris, Jesse Armstrong et Sam Bain
  - Tout va bien ! The Kids Are All Right (The Kids Are All Right) – Lisa Cholodenko et Stuart Blumberg
  - Le Discours d'un roi (The King's Speech) – David Seidler

### Meilleur scénario adapté
- The Social Network – Aaron Sorkin
  - Rabbit Hole – David Lindsay-Abaire
  - Toy Story 3 – Michael Arndt
  - True Grit – Joel et Ethan Coen
  - Winter's Bone – Debra Granik et Anne Rosellini

### Meilleure photographie
- Inception – Wally Pfister
  - Black Swan – Matthew Libatique
  - Shutter Island – Robert Richardson
  - The Social Network – Jeff Cronenweth
  - True Grit – Roger Deakins

### Meilleure musique de film
- Black Swan – Clint Mansell
  - Amore (Io sono l'amore) – John Coolidge Adams
  - Inception – Hans Zimmer
  - The Social Network – Trent Reznor et Atticus Ross
  - True Grit – Carter Burwell

### Meilleur film en langue étrangère
- Un prophète •  France
  - Biutiful •  Mexique
  - Millénium (Män som hatar kvinnor) •  Suède
  - Amore (Io sono l'amore) •  Italie
  - Mother (마더) •  Corée du Sud

### Meilleur film d'animation
- Toy Story 3
  - Moi, moche et méchant (Despicable Me)
  - Dragons (How to Train Your Dragon)
  - L'Illusionniste
  - Raiponce (Tangled)

### Meilleur film documentaire
- Faites le mur ! (Exit Through the Gift Shop)
  - Inside Job
  - Restrepo
  - The Tillman Story
  - Waiting for "Superman"